# Мирза Капетановић
Мирза Капетановић (Сарајево, 30. јун 1959) бивши je југословенски фудбалер.

## Каријера
Играо је на позицији одбрамбеног играча. Фудбалски се афирмисао у Сарајеву, са којим је у сезони 1984/85. освојио титулу првака Југославије. За Сарајево је играо у периоду од 1979. до 1988. године. Једно време наступао је у немачком Кикерс Офенбаху (1988-1990), да би каријеру окончао у Босни из Високог.
Одиграо је шест утакмица за А репрезентацију Југославије. Дебитовао је 1. јуна 1983. против Румуније, док је последњи пут за национални тим наступио 16. новембра 1985. против Француске у Паризу (резултат 0:2).

## Успеси
- Сарајево
  - Првенство Југославије: 1984/85.